# فرحات بهليفان
فرحات بهليفان (بالتركية: Ferhat Pehlivan) (مواليد 20 أغسطس 1988) هو ملاكم تركي، مثّل بلاده في الألعاب الأولمبية الصيفية 2012.

## روابط خارجية
فرحات بهليفان على موقع بوكس ريك (الإنجليزية) (registration required)
- فرحات بهليفان على موقع أوليمبيديا (الإنجليزية)